# قائمة الحوادث الإرهابية 2016
هذا هو الجدول الزمني للحوادث الإرهابية التي وقعت في عام 2016، بما في ذلك الهجمات التي تشنها الجهات الفاعلة غير الحكومية لدوافع سياسية أو أخرى غير معروفة :

## يناير
| التاريخ  | نوع                      | القتلى | المصابين | الموقع                | المنفذ                                |
| -------- | ------------------------ | ------ | -------- | --------------------- | ------------------------------------- |
| 12 يناير | تفجير                    | 11     | 14       | إسطنبول تركيا         | تنظيم داعش                            |
| 14 يناير | تفجيرات                  | 8      | 24       | جاكرتا إندونيسيا      | تنظيم داعش                            |
| 15 يناير | إحتجاز رهائن ، إطلاق نار | 30     | 56       | واغادوغو بوركينا فاسو | تنظيم القاعدة في بلاد المغرب الإسلامي |
| 29 يناير | إطلاق نار ، أحزمة ناسفة  | 4      | 18       | المبرز السعودية       | تنظيم داعش (مشتبه به)                 |

## فبراير
| التاريخ | نوع           | القتلى | المصابين | الموقع           | المنفذ |
| ------- | ------------- | ------ | -------- | ---------------- | ------ |
| 1       | تفجير انتحاري | +10    | +20      | كابول، أفغانستان | طالبان |

## مارس
| التاريخ | نوع            | القتلى | المصابين | الموقع                                       | المنفذ     |
| ------- | -------------- | ------ | -------- | -------------------------------------------- | ---------- |
| 22 مارس | عملية انتحارية | 34     | 271      | محطة مترو مالبيك ومطار بروكسل الدولي، بلجيكا | تنظيم داعش |
| 27 مارس |                | 72     | 340      | لاهور، باكستان                               | طالبان     |

## أبريل
| التاريخ | نوع         | القتلى | المصابين | الموقع           | المنفذ     |
| ------- | ----------- | ------ | -------- | ---------------- | ---------- |
| 2 أبريل | عبوات ناسفة | 1      | 0        | الدلم ، السعودية | تنظيم داعش |

## يونيو
| التاريخ  | نوع               | القتلى | المصابين | الموقع             | المنفذ                              |
| -------- | ----------------- | ------ | -------- | ------------------ | ----------------------------------- |
| 28 يونيو | هجوم مطار أتاتورك | 36     | 146      | مطار أتاتورك تركيا | تنظيم داعش او حزب العمال الكردستاني |